# 堅尼地城屠房
堅尼地城屠房（英語：Kennedy Town Abattoir）是香港昔日的一個屠房，位於香港島堅尼地城。由於接近民居，屠房早於1999年已停止運作，由新界上水的上水屠房取代。

## 拆卸工程
根據香港鐵路有限公司的公布，堅尼地城屠房和鄰近的堅尼地城焚化爐會被清拆，以騰出空間作為西港島綫的臨時工地。第一期的堅尼地城焚化爐及屠房拆卸工程已於2007年9月28日展開，為期約20個月。於2008年底，屠房的拆卸已大致完成。
在港鐵工程完成後，政府將會進行餘下的第二期工程，即拆卸混凝土地台及處理地下受污染的泥土，其原址將闢為康樂及文化事務署轄下之堅尼地城公園以應付長遠需求。

## 拆卸過程圖片

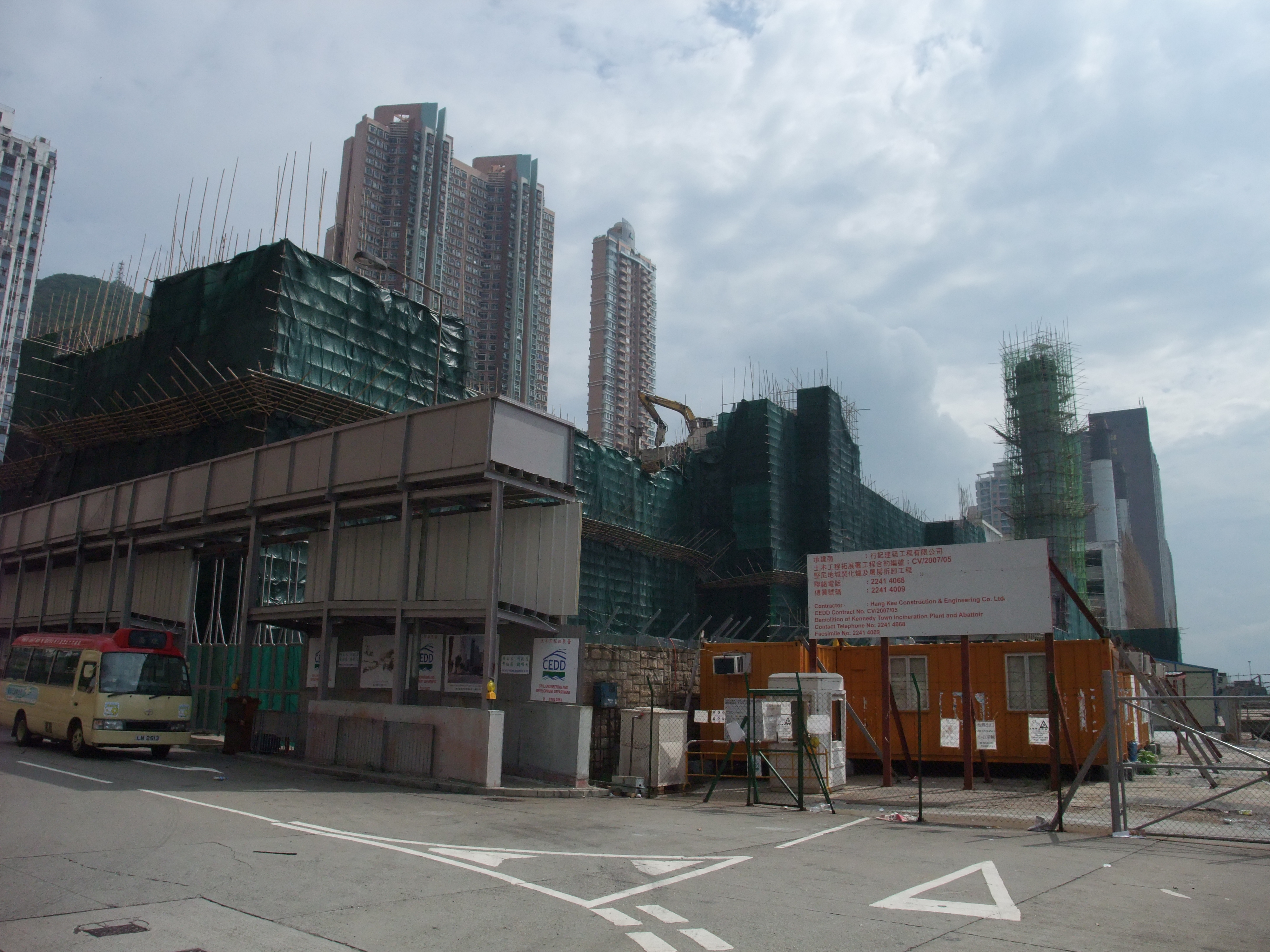
拆卸中的堅尼地城屠房 （2008年6月）
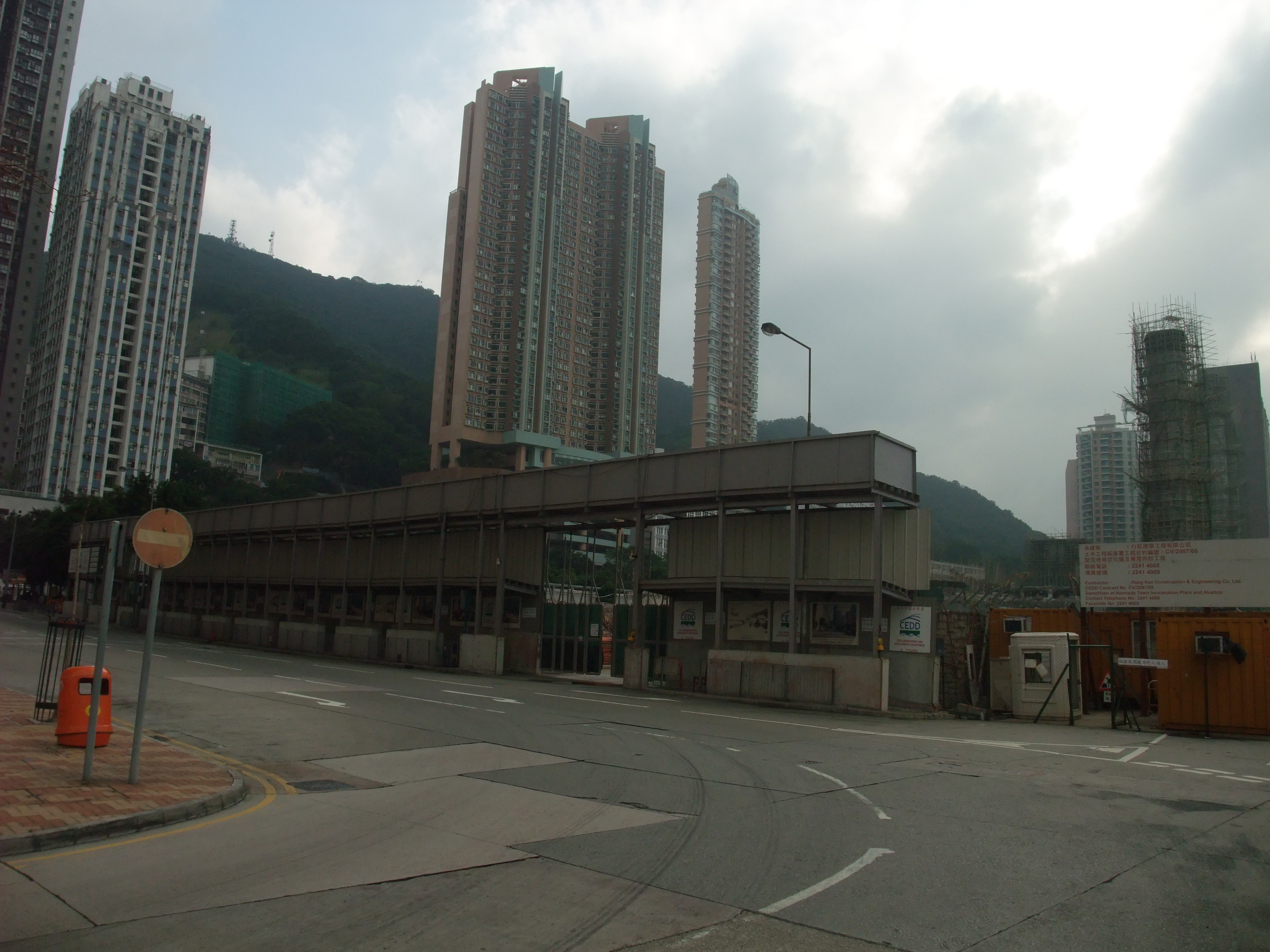
已拆卸的堅尼地城屠房 （2008年11月）

## 鄰近
- 堅尼地城焚化爐遺址
- 香港電車總站
- 堅彌地城新海旁
- 吉席街
- 加多近街臨時花園
- 泓都

## 註腳
1. ↑  . MTR. 12月6日  [2007-12-06]. （原始内容存档于2010-11-04）.
2. ↑   (PDF). 土木工程拓展署. 6月2日. [永久]

## 外部連結

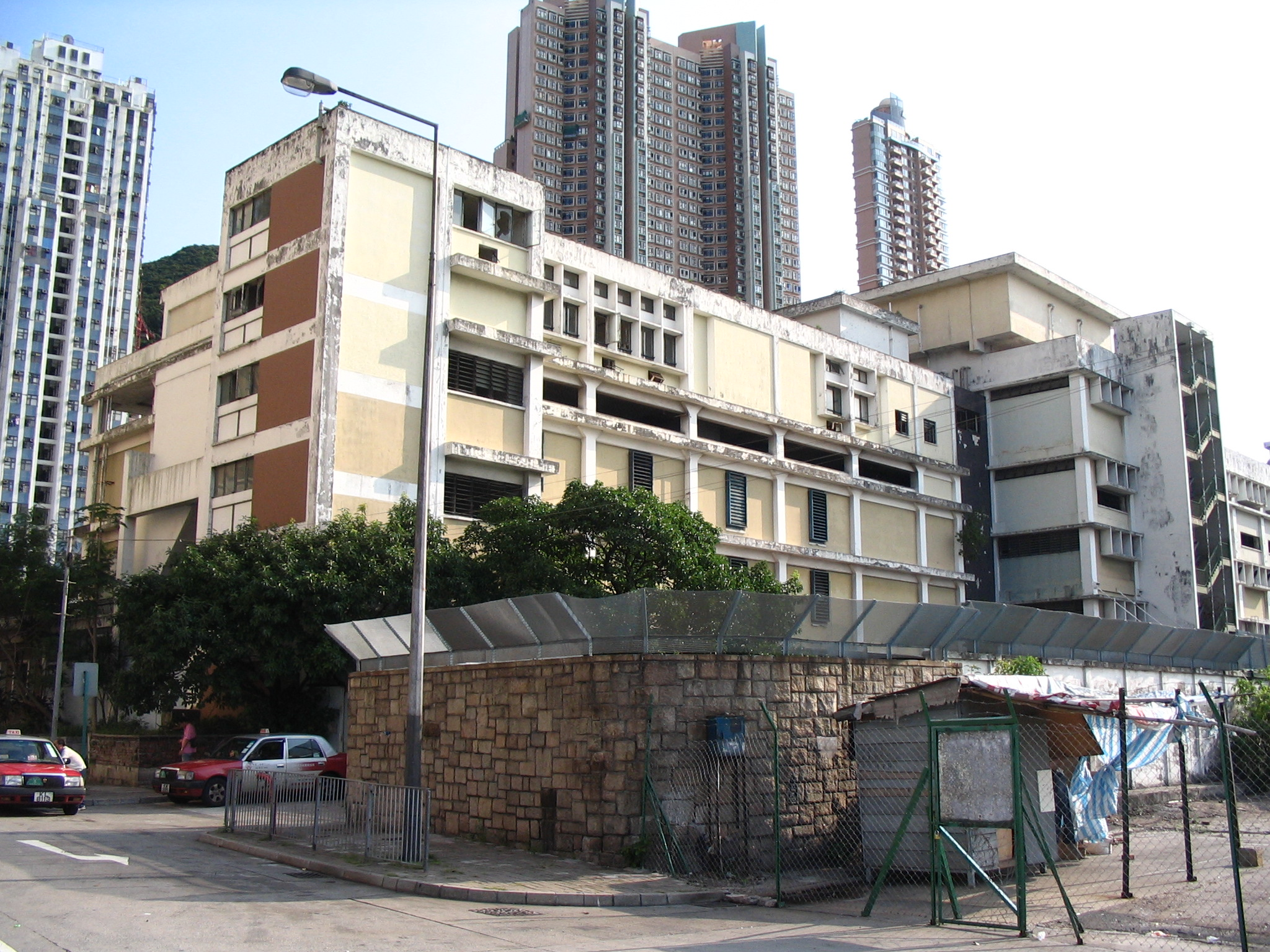
堅尼地城屠房東部

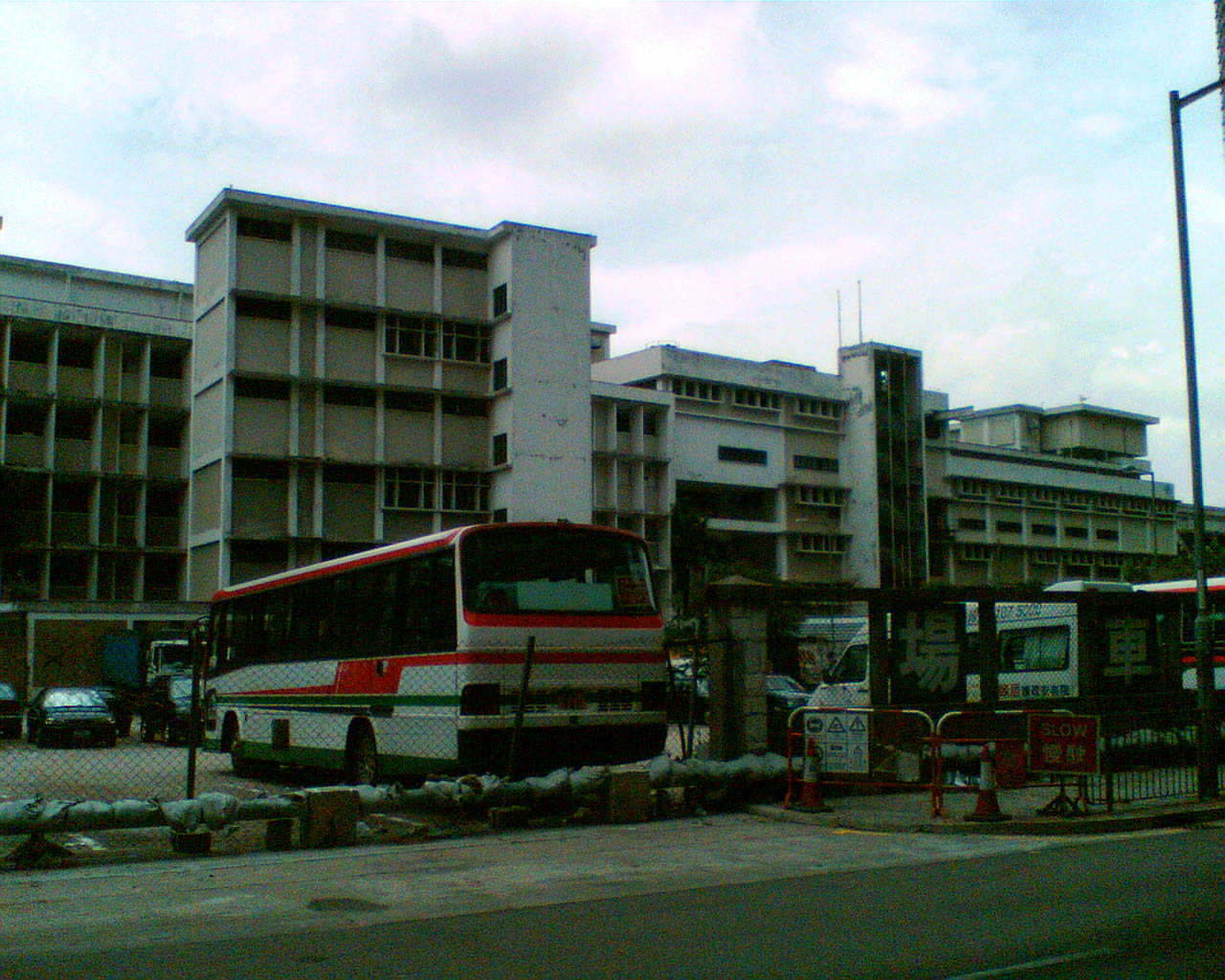
堅尼地城屠房西部

- Demolition of Buildings and Structures in the Proposed Kennedy Town CDA Site